# 김민수 (가수)
김민수(1985년 1월 14일 ~ 2008년 4월 29일)는 대한민국의 가수이며, 음악 그룹 먼데이 키즈와 보이스원의 멤버였다.
2005년 1집 Bye Bye Bye로 데뷔, 데뷔 전 그는 2001년 호원축제 가요 부분 은상을 수상했고, 2002년에는 대상을 수상했다. 
2008년 4월 29일 새벽 오토바이를 타고 귀가하던 중 관악구 신림동에서 교통사고로 숨졌다.

## 앨범

### 정규앨범
- 1집 - Bye Bye Bye (2005년)
- 2집 - El Condor Pasa (2007년)
- 3집 - Inside story (2008년)

### 비발매
- Incompletion (싱글앨범) (2007년)
- Recollection (유작앨범) (2008년)

### 참여앨범
- 2016 먼데이키즈 미니앨범 4집 <Reboot> 수록곡 <너의 목소리>
- 2016 먼데이키즈 디지털 싱글 <너의 목소리>
- 2012 <MondayKiz Japan Edition> 일본앨범
- 2007 먼데이키즈 Music 2.0 Special Edition
- 2007 MBC 드라마 하얀거탑 OST: 비명
- 2006 Love Actually (Digital Single) (보이스원)
- 2006 사이언스 코리아 주제가요: 과학으로 만든 세상
- 2006 Another Myself (걸프렌즈 1집): 친구가 연인이 되기까지 (Feat.먼데이키즈)
- 2006 KBS 드라마 투명인간 최장수 OST: 사랑이 사랑이 (김민수)
- 2006 SBS 드라마 스마일 어게인 OST: 너의 가슴으로 가는 길
- 2006 Regame? (넥스트 5.5집): 인형의 기사 (Feat.먼데이키즈)
- 2006 Who's NEXT In 2006 (견우,먼데이키즈)
- 2006 MBC 드라마 늑대 OST: 운명, 운명 (Acoustic Version)

### 솔로곡
- 투명인간 최장수 OST: 사랑이 사랑이
- 사이언스 코리아 주제가요: 로고송3
- Recollection : Epilogue